# Geef mij maar Holland aan 't IJsselmeer
Geef mij maar Holland aan 't IJsselmeer is een single van de Nederlandse zanger Nico Haak uit 1979.

## Achtergrond
Geef mij maar Holland aan 't IJsselmeer is geschreven door Peter Koelewijn, Nico Haak, Ed Welch en Bob Barratt en geproduceerd door Koelewijn. Het lied is een Nederlandstalige bewerking van het lied Give Me England van The Wurzels. Het nederpopnummer is een ode aan Nederland. In het lied worden verschillende negatieve ervaringen in de landen Frankrijk, Griekenland, Spanje en Italië benoemd, om vervolgens te zeggen dat hij liever "Holland aan 't IJsselmeer" heeft. De B-kant van de single is het lied Was ik je kussen maar.

## Hitnoteringen
Het lied was enkel in Nederland succesvol. Het stond drie weken in de Nationale Hitparade en piekte op de 33e plaats. De Top 40 werd niet behaald; het kwam enkel tot de zesde plek in de Tipparade.